# Абоносимов, Вадим Иванович
Вадим Иванович Абоносимов (25 сентября 1928, Кызыл, Тувинская Народная Республика  — 9 декабря 2016, Владивосток, Приморский край, Российская Федерация) — советский капитан дальнего плавания, заслуженный работник Дальневосточного морского пароходства, Герой Социалистического Труда.

## Биография
Родился в семье служащих.
В 1952 году окончил судоводительский факультет Ленинградского высшего арктического морского училища имени адмирала С. О. Макарова.
Работал в Дальневосточном морском пароходстве в должностях от 4-го помощника капитана. С 1960 года — капитан ледокола «Адмирал Лазарев», затем капитан ледоколов «Сибирь», «Ленинград», «Адмирал Макаров» (1975—1990).
С 1973 года — начальник штаба морских операций Восточного сектора Арктики. Руководил высадкой станции «Северный полюс-22» (1973). Руководил высадкой станции «Северный полюс-22» (1973). В 1976—1977 годах руководил буксировкой дока грузоподъёмностью 30 тысяч тонн из Югославии на Дальний Восток, а в 1982 году руководил буксировкой плавучего дока грузоподъёмностью 100 тысяч тонн из порта Нагоя (Япония) до бухты Чажма (посёлок Шкотово-22). В 1982—1983 годах успешно выполнил экспериментальный рейс в порт Эгвекинот (Чукотка) совместно с дизель-электроходом «Василий Федосеев», положивший начало освоению зимнего плавания к берегам Чукотки.
В 1989—2001 гг. — председатель Российского профсоюза моряков ОАО «Дальневосточное морское пароходство».
Доктор технических наук (1997), профессор кафедры управления судном Морского государственного университета имени адмирала Г. И. Невельского.

## Награды и звания
- Герой Социалистического Труда (1986)
- два ордена Ленина
- орден «Знак Почёта»
- медали, в том числе:
  - медаль «За доблестный труд в Великой Отечественной войне 1941—1945 гг.»
  - медаль «Ветеран труда»
  - юбилейная медаль «300 лет Российскому флоту»
  - Золотая медаль ВДНХ (12.12.1984) — за участие в организации и проведении экспериментального рейса в порт Эгвекинот . За отличную проводку караванов судов в сложных метеорологических условиях севера
  - Серебряная медаль ВДНХ (19.12.1964) — за освоение и выполнение квалифицированных ледовых проводок в сложных арктический условиях, что обеспечило круглогодичную навигацию в порту Нагаево
- Заслуженный работник транспорта Российской Федерации
- почётный гражданин Владивостока
- почётный житель Приморского края[1]